# Demócrata conservador

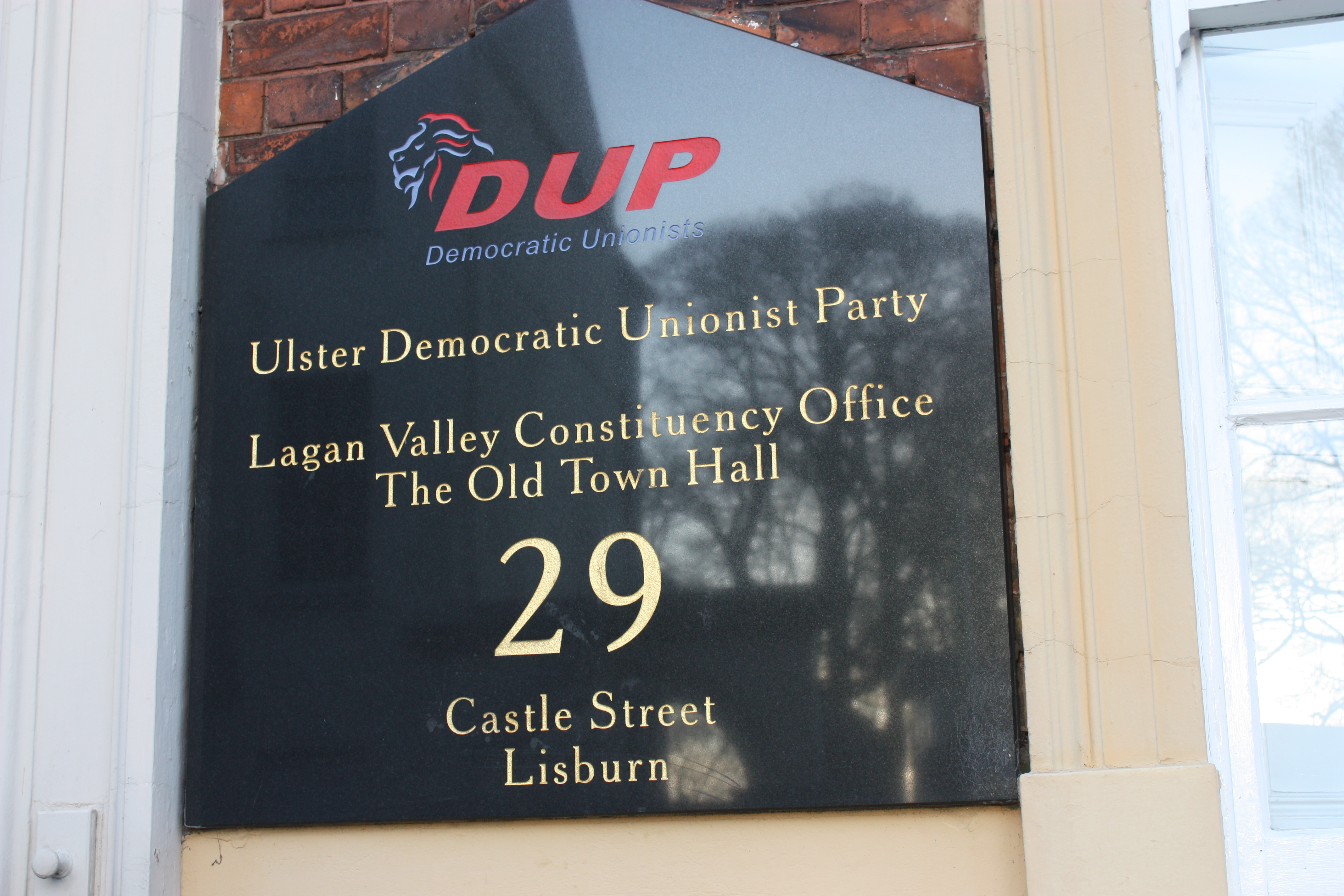
El Partido Unionista Democrático de Irlanda del Norte, un partido conservador demócrata.

Demócrata conservador, conservadurismo democrático, democracia conservadora y expresiones semejantes, hacen referencia a una ideología y posición en el espectro político que une dos componentes que en su origen y evolución históricos estuvieron contrapuestos: la democracia y el conservadurismo.
Como etiqueta identificativa, se aplica a distintos partidos políticos con las denominaciones Partido Demócrata o Partido Conservador, muy extendidas, y que, aunque en sus orígenes históricos pudieron recibir el nombre por alguna identificación más o menos adecuada al sentido político inicial de esos términos, con el paso del tiempo, los cambios socioeconómicos y la evolución ideológica e institucional han alterado tales identificaciones hasta hacerlas difícilmente reconocibles.
En términos historiográficos, la evolución de las revoluciones burguesas de finales del XVIII y comienzos del XIX hacia los sistemas sociopolíticos posteriores se hizo en un sentido que integró como ideas compartidas ampliamente las que en su inicio eran innovaciones radicales (como el sufragio universal), mientras que la posición de la propia burguesía pasó de ser revolucionaria a conservadora.

## Estados Unidos
En la política estadounidense, los demócratas conservadores son el ala derecha del Partido Demócrata. Históricamente tuvieron un gran peso, especialmente en los estados del sur; pero desde finales del siglo XX han quedado reducidos a una posición minoritaria; de un modo similar a lo que ocurrió con los denominados republicanos liberales o Rockefeller Republican en el partido opuesto. Tal situación dentro del sistema político estadounidense es consecuencia de una gran reestructuración que comenzó a definirse a partir de la elección presidencial de 1964.
Antes de 1964, ambos partidos tenían sus alas liberal, moderada y conservadora, cada una influyente en ambos partidos. Ya en la década de 1940 el presidente Franklin D. Roosevelt había propuesto una reestructuración de los partidos, pero las ramas que discutieron sobre este tema no tomaron vuelo sino hasta dos décadas después. Durante este período, los demócratas conservadores formaron la mitad Demócrata de la coalición conservadora. Después de 1964, el ala conservadora logró una mayor presencia en el Partido Republicano, aunque no fueron mayoría sino hasta la nominación de Ronald Reagan en la elección presidencial de 1980. El Partido Demócrata mantuvo alas moderadas y conservadoras a través de la década de 1970 con la ayuda del clientelismo político urbano. Esta reestructuración política se completó casi por completo en 1980. Después de 1980 los Republicanos se convirtieron en un partido mayormente de derecha, con líderes conservadores tales como Newt Gingrich y Tom DeLay, mientras que los Demócratas se convirtieron en un partido mayormente de centroizquierda, con líderes liberales tales como Ted Kennedy y Nancy Pelosi.
La transformación del Sur Profundo (Deep South) a ser una fuerza republicana fue completada efectivamente después de la Revolución Republicana de 1994, la que permitió a los republicanos ganar puestos en el Congreso en todo el país. En 2005, el senador de Georgia Zell Miller, considerado el último conservador tradicional demócrata del sureste, se retiró. 
Desde 1994, los demócratas conservadores se han organizado en la Cámara de Representantes como los Blue Dogs. Otra coalición de demócratas moderados y conservadores en el Senado de los Estados Unidos es la Democratic Leadership Council, la que promueve posiciones políticas de centroderecha conservadurismo social y cultural y una visión fiscal neoliberal.

## Eslovaquia
En Eslovaquia existe un partido denominado Konzervatívni demokrati Slovenska (KDS, "Demócratas conservadores de Eslovaquia").

## Nicaragua
En Nicaragua existe un partido denominado Partido Conservador Demócrata de Nicaragua.

## Suiza
Los demócratas conservadores suizos se organizan en el Partido Conservador Democrático de Suiza o Partido Burgués Democrático.